# Seznam izumrlih jezikov
Seznam izumrlih jezikov.

## A
- anatolski jeziki
- avestijščina
- akadščina

## E
- elamščina
- etruščina (etrurščina, etruščanščina)

## F
- faliskijščina
- frigijščina

## G
- galatščina
- galščina
- giz
- gotščina

## H
- hetitščina

## I
- italski jeziki

## K
- karijščina
- keltiberščina
- kumbrijščina

## L
- latinščina
- lepontščina
- liburnijščina
- lidijščina
- likijščina
- luvijščina

## M
- manščina
- mesapščina

## N
- noriščina

## O
- oskijščina

## P
- palajščina
- polabščina

## R
- retijščina

## S
- sabejščina
- sanskrt
- slovinščina
- sogdijščina
- stara novgorodščina
- stara saščina
- staroegipščanski jeziki
- sumerščina

## T
- toharščina
- tračanščina

## U
- ugaritščina
- umbrijščina

## V
- venetščina